# Acerba Animi
Acerba animi (Latijn voor de bitterheid van de ziel) was een encycliek, uitgevaardigd op 29 september 1932 door paus Pius XI, die evenals de encycliek Iniquis Afflictisque (1926) als onderwerp de positie van de kerk in Mexico had.
Door de invoering van de nieuwe Mexicaanse grondwet in 1917 was de scheiding van kerk en staat een feit. Maatregelen van de regering gingen echter verder; geestelijken werden op grote schaal vervolgd, gemarteld en vermoord. In zijn encycliek Iniquis Afflictisque had Pius XI al fel geprotesteerd tegen deze praktijken en opgeroepen tot maatregelen.
Hoewel de Mexicaanse regering in de jaren 30 bereid was tot enige concessies richting de kerk, werd het duidelijk dat zij niet akkoord zouden gaan met een hernieuwing van de kerkelijke hiërarchie; de regering wenste geen buitenlandse inmenging in binnenlandse zaken
Pius XI nam in de encycliek Acerba animi stelling tegen de weigering van de Mexicaanse regering om deze hiërarchie te herstellen. Deze was in zijn ogen noodzakelijk om de kerkelijke structuur in Mexico te handhaven. Als voorbeeld hiervan noemde Pius XI de beslissingen die de regering had genomen inzake de aanstelling van priesters. De bestuurders van de afzonderlijke deelstaten binnen Mexico werden hiervoor verantwoordelijk. Aanstellingen vonden echter willekeurig plaats en waren bedoeld om een maximaal aantal priesters aan te stellen al naargelang de vraag naar geestelijke bijstand. Zo kon het voorkomen dat in de verschillende staten andere criteria werden gebruikt voor het aantal benodigde priesters:
- Michoacan: 1 priester op 33.000 gelovigen
- Chiapas: 1 priester op 60.000 gelovigen
- Veracruz: 1 priester op 100.000 gelovigen[3]

Hoewel Pius XI zich bewust was van de gevaren die geestelijken liepen, was hij ook van mening, dat de kerk weer publieke erediensten moest houden om zo de mogelijkheid te bieden aan gelovigen om geestelijke bijstand te krijgen. Wel benadrukte de paus, dat hervatting van de diensten niet gezien moest worden als erkenning van de regering.
Pius riep tot slot de wereldgemeenschap, maar in het bijzonder de Mexicanen op om samen te werken voor het welzijn van de kerk. Samenwerking in de Katholieke Actie was daarbij een noodzaak.

## Nasleep
De Mexicaanse regering reageerde fel op de encycliek en betitelde hem als kwaadaardig en niet-apostolisch. In 1937 zou Pius XI nog een derde encycliek wijden aan de situatie in Mexico, Nos es muy conocida.